# Maciej Fedorowicz
Maciej Kazimierz Fedorowicz-Jackowski herbu Oginiec (ur. 1718, zm. 1801 w Smykowcach) – polski ziemianin, urzędnik ziemski.

## Życiorys
Wywodził się z rodu Fedorowiczów herbu Oginiec. Urodził się w 1718 w Łukowem. Był synem Pawła (dziedzic na Głębokiej pod Fulsztynem, zm. 1729) z jego drugiego małżeństwa z Zuzanną Pawlicką (zm. 1726). Miał rodzeństwo: Mikołaja Zofię (zmarli przed 1737), Michała Wojciecha (ur. 1716, określany jako Wojciech).
Pełnił stanowiska skarbnika nurskiego, bracławskiego, latyczowskiego (1768). Był dożywotnim posiadaczem wójtostwa w Nanowej, nabytego od Ślaskich w 1758.
Po raz pierwszy był żonaty z Heleną Strzelecką. Miał z nią dzieci: Zuzannę (od 1765 zamężna z Kasprem Czerkaskim), Jan z Maty Gabriel (ur. 1745), Kazimierz Maciej (ur. 1751), Roch (ur. 1762). Po raz drugi był żonaty z Anną Glinczanką od 1767. Miał z nią syna Floriana Onufrego (1768-1831).
Bracia Maciej i Wojciech Fedorowiczowie (od 1746), a potem ich synowie, przybierali przydomek Jackowski do swojego nazwiska. Z tym przydomkiem Maciej Fedorowicz legitymował się ze szlachectwa w sądzie ziemskim lwowskim w 1782.
Zmarł w 1801 w Smykowcach.